# 맥코넬나무타기쥐
맥코넬나무타기쥐(Rhipidomys macconnelli)는 비단털쥐과에 속하는 설치류이다. 남아메리카의 야행성, 수상성 동물이다. 브라질과 가이아나, 베네수엘라에서 서식한다.